# Fósil lingüístico
Un fósil lingüístico o palabra fósil es aquel vocablo de la lengua que se ha preservado en una expresión, construcción o frase hecha pero que es inusual, arcaico o incluso obsoleto en cualquier otro contexto.

## Ejemplos en castellano
El castellano moderno conserva algunos fósiles lingüísticos, palabras comunes en el castellano antiguo. Por ejemplo:
- «¡Viva el lujo y quien lo trujo!» (pretérito irregular del verbo traer, actual «trajo»)
- La equis pronunciada como sonido de la jota (/x/) en axolote, México, Xalapa, Oaxaca, Torrox, Tolox, Albox o Axarquía.
- «el susodicho...» (o sea «lo dicho arriba». De suso, «arriba», lo contrario a yuso, «abajo»)
- «Más vale pájaro en mano que ciento volando», «ciento y la madre» (donde en el castellano actual se diría cien)
- «So pena de» (bajo pena de), «so pretexto de» (bajo el pretexto de)
- «ya días ha...» (hace tiempo)
- «He aquí...» (también he allí/ahí o he me/te/la/le/lo/las/los, para señalar o mostrar a alguien o algo)[3]